# 布莱德武德 (南卡罗来纳州)
布莱德武德（英文：Blythewood），是美国南卡罗来纳州下属的一座城市。城市类型是“Town”。其面积大约为9.76平方英里（25.27平方公里）。根据2010年美国人口普查，该市有人口2,034人，人口密度约为每平方 英里208.44人（约合每平方公里80.48人）。